# Seveux-Motey
Seveux-Motey é uma comuna francesa na região administrativa da Borgonha-Franco-Condado, no departamento do Alto Sona. Estende-se por uma área de 19.88 km². Em 2010 a comuna tinha 500 habitantes (densidade: 25,2 hab./km²).
Foi criada em 1 de janeiro de 2019, a partir da fusão das antigas comunas de Seveux (sede da comuna) e Motey-sur-Saône.